# T-celle
En T-celle eller T-lymfocyt (int. T-lymphocyte) er en type af hvide blodlegemer, der spiller en central rolle i immunsystemet. Forkortelsen T står for thymus, som er den latinske betegnelse for brislen, som er det organ, hvori deres endelige udvikling forekommer. Selvom der findes forskellige typer af T-celler med forskellige egenskaber, udtrykker de alle T-cellereceptormolekyler (TCR) på deres overflade.
På trods af at T-cellerne er meget forskellige, findes i to hovedformer, nemlig som dræberceller (CD8) og hjælperceller (CD4).

## T-celle varianter

### Dræberceller (CD8)
Dræberceller eller cytotoksiske T-celler dræber virusinficerede celler eller celler, som viser tegn på udviklende cancer. De udtrykker proteinet CD8 (differenteringsklynge 8) på deres overflade, og bliver derfor ofte kaldt CD8 eller CD8+-celler.

#### Aktivering og mekanisme
Klasse-1 MHC (vævskompatibilitets-kompleks) udtrykkes af alle værtsceller. Når en virus inficerer en celle, bliver nogle af dens proteiner nedbrudt, og disse binder sig til MHC-komplekset, som derved ændrer form, og bliver antigene, dvs. fremmede for CD8+-cellerne. 
Når dette sker, frigiver CD8+-cellerne cellegiftene perforin og granulysin. Perforin danner porer i den inficerede celles væg, hvorved der flyder ioner og vand ind i cellerne, som svulmer op og eksploderer. Granulysin kan trænge ind i cellen via perforin-porerne og aktivere dens apoptose-funktion, som får cellen til at begå selvmord.
CD8+-celler er skyld i megen af den leverskade, Hepatitis B fremkalder, da de dræber alle inficerede leverceller. Dog frigiver de også specifikke antivirale cytokiner, der er i stand til at dræbe indlejrede vira. 

### Hjælperceller (CD4)
Hjælperceller eller hjælpeceller er en subgruppe af lymfocytter, som udtrykker proteinet CD4 (differentieringsklynge 4) på deres overflade, og bliver derfor ofte kaldt CD4 eller CD4+-celler. De er de eneste immunceller, som ikke selv er i stand til at dræbe sygdomsfremkaldende organismer (patogener), og uden andre hvide blodlegemer ville de være ubrugelige i tilfælde af en infektion.

#### Aktivering
Når de naive (dvs. de er ikke bundet til et antigen endnu) CD4+-celler forlader brisselen, spredes de ud i hele kroppen, inklusiv lymfekirtlerne. Når en infektion forekommer, spredes professionelle antigen-præsenterende celler (APC) og binder sig til antigener på bakterier eller vira. En CD4+-celle er i stand til at svare på denne biokemiske besked.

#### Mekanisme
Når aktiveringen finder sted, udskiller CD4+-cellen et potent cytokin, interleukin-2, som stimulerer væksten og frigivelsen af nye T-celler af alle slags. Interleukin-2 gør også makrofagernes celle-dræbende mekanisme maksimalt effektiv, og fremmer andelen af CD8+-celler, der udvikles fra brisselen.

#### Rolle i HIV-infektion
CD4+-celler er de celler, HIV-virussen er i stand til at binde sig til, da dens indgang i celler kræver tilstedeværelsen af CD4+-receptoren. Makrofager og dendritceller udtrykker også CD4 i mindre antal, og er derfor også i stand til at blive inficerede. Da antallet af CD4+-celler uvægerligt vil falde, vil immunsystemet gradvist være ud af stand til at blive aktiveret, og risikoen for infektioner stiger støt og proportionelt med faldet af CD4+-celler.

## Modningsprocessen
Modningen af en T-lymfocyt foregår ved hhv. en positiv selektion og en negativ selektion - begge to foregående i thymus.
Indledningsvis migrerer umodne T-lymfocytter til thymus; Her er egentlig blot tale om en lymfoid stamcelle som udtrykker en receptor Notch1 som kan bindes til epitheliale stromaceller i thymus. Thymus er histologisk delt op et en medulla (marv) og en kortex (bark), hvoraf den lymfoide stamcelle foranker sig i kortex-delen og under herfeter en livlig differentiering og proliferation. Den umodne T-lymfocytter, i dette stadie kaldet thymocytter, begynder den første del af modningen; Den positive selektion.

### Positiv selektion
Formålet er at thymocytterne skal blive i stand til at reagere med specifikke antigener ved hjælp af deres T-celle-receptor (TCR). Indledningsvis udtrykker thymocytterne hverken CD4 eller CD8, som er vigtige membranmolekyler som skal bruges til at stabiliserer en TCR binding til et antigen; Da hverken CD4 eller CD8 er udtrykt, kaldes thymocytterne dobbelt negative. Ved den positive selektion rearrangerer thymocytterne deres gener for TCR, hvorefter de begynder at udtrykke TCR på deres membranoverflade (På dette stadium kaldes den præ-TCR) og endvidere udtrykkes nu både CD4- og CD8-molekylerne på overfladen og thymocytterne siges at være dobbelt positiv.
Selektionen: Thymocytterne kommer i kontakt med epitheliale reticulumceller og nurseceller, som befinder sig i den cortikale del (kortex-delen) af thymus. TCR fra thymocytter kommer i nær kontakt med særlige receptormolekyler udtrykt på de epitheliale reticulum celler kaldet MHC-molekyler. Der findes både MHC-I og MHC-II.
De thymocytter der kan genkende enten MHC-I eller MHC-II modtager et overlevelsessignal fra en epithelial reticulumcelle, men resten, som ikke er i stand til det, dør ved programmeret celledød, apoptose. Resultatet af selektionen er således at de thymocytter der ikke kunne genkende MHC-I eller MHC-II bliver elimeneret, mens resten overlever. Grunden til at nogle af thymocytter ikke kunne genkende en af MHC-klasserne kan skyldes at rearrangeringen af TCR-generne ikke førte til en funktionel TCR. 
De overlevende thymocytter udvikler sig nu til at være enkelt-positive, idet de udvikles i enten CD4+-retningen eller CD8+-retningen. Thymocytter med CD4+ kaldes nu umodne Th-lymfocytter (hjælper-lymfocytter) og thymocytterne med CD8+ kaldes umodne Tc-lymfocytter (cytotoksiske lymfocytter).

### Negativ selektion
Formålet er at eliminerer de T-lymfocytter der har for stærk en bindningsevne selv-antigen eller selv-antigen bundet til selv-MHC. Dette medfører at T-lymfocytterne får en accept af sig selv og de forhindres i at blive selv-reaktive, hvilket er af overordentlig vigtighed at vores immunsystemet ikke er. 
Samtidig foregår der en færdig modning af CD4- og CD8-molekylerne således at CD8 kun kan bindes til MHC-I og CD4 kun kan bindes til MHC-II. 

Modningsprocessen er nu afsluttet og der er blevet dannet to typer af T-lymfocytter; naive Th-lymfocytter som har CD4 og kan binde sig til MHC-II og naive Tc-lymfocytter som har CD8 og kan binde sig til MCH-I.
Kortex: epitheliale reticulumceller, nurseceller, dobbelt-negative thymocytter
Dyb Kortex: epitheliale reticulumceller, nurseceller, dobbelt-positive thymocytter 
Medulla: Enkelt positive thymocytter og negativ selektion foregår.